# 科泰奇斯普林斯 (加利福尼亞州)
科泰奇斯普林斯（英語：Cottage Springs）是位於美國加利福尼亞州卡拉韋拉斯縣的一個非建制地區。該地的面積和人口皆未知。

## 地理
科泰奇斯普林斯的座標為37°21′22″N 120°12′43″W / 37.35611°N 120.21194°W，而該地的平均海拔高度為1776米（即5827英尺）。